# Parafia Najświętszego Serca Pana Jezusa w Starych Oleszycach
Parafia Najświętszego Serca Pana Jezusa w Starych Oleszycach – parafia rzymskokatolicka znajdująca się w dekanacie Cieszanów, w diecezji zamojsko-lubaczowskiej. 

## Historia
W 1974 roku powstał wikariat eksponowany w Starych Oleszycach, a w 1977 roku zbudowano plebanię. 
22 lutego 1979 roku została erygowana parafia pw. Najświętszego Serca Pana Jezusa, z wydzielonego terytorium parafii w Oleszycach.
Na terenie parafii jest 850 wiernych. Do parafii przynależą: Stare Oleszyce (od nr 103 do końca), Stare Sioło, Stare Sioło-Osiedle, Lipina. 
Proboszczowie parafii: ks. Bronisław Bucki (1979–1986), ks. Mieczysław Szynal, ks. Piotr Własinowicz, ks. Ryszard Antonik (1991–1994), ks. Jan Słotwiński (1994–2016)